# Олдервуд-Манор (Вашингтон)
Олдервуд-Манор (англ. Alderwood Manor) — переписна місцевість (CDP) в США, в окрузі Сногоміш штату Вашингтон. Населення — 10 198 осіб (2020).

## Географія
Олдервуд-Манор розташований за координатами 47°48′52″ пн. ш. 122°16′4″ зх. д. / 47.81444° пн. ш. 122.26778° зх. д. (47.814550, -122.267670).  За даними Бюро перепису населення США в 2010 році переписна місцевість мала площу 5,07 км², уся площа — суходіл.

## Демографія
Згідно з переписом 2010 року, у переписній місцевості мешкали 8442 особи в 3073 домогосподарствах у складі 2173 родин. Густота населення становила 1665 осіб/км².  Було 3206 помешкань (632/км²).
Расовий склад населення:
| - 68,7 % — білих - 17,7 % — азіатів - 4,1 % — чорних або афроамериканців - 0,8 % — корінних американців - 0,7 % — вихідців з тихоокеанських островів - 2,8 % — осіб інших рас |

До двох чи більше рас належало 5,2 %. Частка іспаномовних становила 6,8 % від усіх жителів.
За віковим діапазоном населення розподілялося таким чином: 23,1 % — особи молодші 18 років, 68,2 % — особи у віці 18—64 років, 8,7 % — особи у віці 65 років та старші. Медіана віку мешканця становила 35,9 року. На 100 осіб жіночої статі у переписній місцевості припадало 99,2 чоловіків;  на 100 жінок у віці від 18 років та старших — 98,4 чоловіків також старших 18 років.
Середній дохід на одне домашнє господарство  становив 78 841 долар США (медіана — 67 222), а середній дохід на одну сім'ю — 84 411 долар (медіана — 75 833). Медіана доходів становила 54 283 долари для чоловіків та 38 976 доларів для жінок. За межею бідності перебувало 13,1 % осіб, у тому числі 24,4 % дітей у віці до 18 років та 9,0 % осіб у віці 65 років та старших.
Цивільне працевлаштоване населення становило 4490 осіб. Основні галузі зайнятості: освіта, охорона здоров'я та соціальна допомога — 23,3 %, роздрібна торгівля — 14,3 %, виробництво — 10,3 %, науковці, спеціалісти, менеджери — 7,6 %.